# Arturo Policaro
Arturo Policaro (Piraju, 8 gennaio 1906 – Modena, 16 settembre 1975) è stato un calciatore italiano, di ruolo portiere.

## Carriera
Giocò in Serie A con il Modena.

## Palmarès

### Club

#### Competizioni nazionali
- Prima Divisione: 1

Parma: 1933-1934 (girone D)